# Украинская демонология
Украинская демонология — совокупность демонологических представлений украинцев, народная вера в злых духов.